# 河上徹太郎
河上 徹太郎（かわかみ てつたろう、1902年〈明治35年〉1月8日 - 1980年〈昭和55年〉9月22日）は、日本の文芸評論家・音楽評論家。日本芸術院会員、文化功労者。
ヴァレリーやジイドを翻訳紹介しフランス象徴主義の影響下に評論活動を展開、近代批評の先駆者となる。シェストフの紹介者でもあった。小林秀雄、中原中也、大岡昇平、青山二郎、諸井三郎、吉田健一、白洲次郎たちとの親交も有名。なお夫人アヤ（綾子）は男爵・大鳥圭介の孫にあたる。

## 経歴
父邦彦は日本郵船の造船工学技師。1902年（明治35年）、赴任先だった長崎市で生まれた。本籍地は山口県岩国市。河上家は江戸時代は岩国藩士であった。祖父逸は勝海舟、今北洪川、玉乃世履らに師事した。河上肇は親類にあたる。
1908年（明治41年）、神戸市立諏訪山小学校に入学。1914年（大正3年）、旧制兵庫県立第一神戸中学校に入学。1916年（大正5年）、旧制東京府立第一中学校に編入学、同級に富永太郎、1年下に小林秀雄がいた。1919年（大正8年）、旧制第一高等学校文科甲類（文系の英語クラス）に入学するも1920年（大正9年）に休学しピアノを習う。また、この年、満洲、撫順に遊んだ。
1923年（大正12年）、東京帝国大学経済学部に入学。1924年（大正13年）、『月刊楽譜』誌に音楽評論「音楽に於ける作品美と演奏美」を発表。1925年（大正14年）12月、富永太郎死去。1926年（大正15年）、東京帝国大学経済学部卒業後、3ヶ月のみ東京帝国大学文学部美学科に在籍。河野與一のライプニッツ講義に出席。
1927年（昭和2年）10月、諸井三郎らと7名で「樂團スルヤ」を結成。1929年（昭和4年）4月、同人雑誌『白痴群』創刊、編輯人となる。同年6月、『白痴群』2號にヴァレリー「レオナルド・ダ・ヴィンチ方法論序説」を訳出。1930年（昭和5年）5月、同人雑誌『作品』創刊、同人となる。同年6月、『作品』2號に「自然人と純粋人」を発表。同年8月、『作品』に「羽左衞門の死と變貌についての對話」を発表。1931年（昭和6年）、英国から帰った吉田健一が親戚の病気見舞に行き、河上と出会い、以後河上に師事。1933年（昭和8年）、『改造』3月号に「樂壇解消論」を発表。物議をかもす。
1934年（昭和9年）、シェストフ『悲劇の哲學』と『虚無よりの創造』を刊行。文壇に「シェストフ的不安」の語を流行させる。1935年（昭和10年）6月、ヴェルレーヌ『叡智』訳を出版。
1936年（昭和11年）、『文學界』1月号より同人に参加。同年3月、牧野信一死去。1937年（昭和12年）8月、軽井沢の滞在中に、中原中也から「辞世みたいな手紙」が来る。同年10月、中原死去。同年12月以降は、『文學界』編集の主担当となったが、石川淳「マルスの歌」で1938年（昭和13年）1月号が発禁処分、罰金刑になる。同年12月、『音樂と文化』を刊行。これを契機に山根銀二と論争。1940年（昭和15年）1月、『婦人公論』に「新聖書講義」の連載を開始。同年7月、『道徳と教養』刊行。
1942年（昭和17年）5月、国策団体である日本文学報国会評論部門幹事長に就任し、やがて審査部長となる。同年10月号の『文學界』で行った反西洋的なシンポジウム「近代の超克」に司会進行のの立ち位置で参加した。1943年（昭和18年）8月、雑誌『批評』同人に参加。
1945年（昭和20年）10月、東京新聞に「配給された自由」を寄稿。革新派陣営より論難を受ける。1947年（昭和22年）11月、旧称都築ヶ岡と呼ばれた多摩丘陵の一角である川崎市片平に居を定める。1950年（昭和25年）9月、郷里岩国の錦帯橋の流出を折から帰省中で見ることとなる。
1952年（昭和27年）2月、初めて放送（JOKR）で、ピアノの演奏を披露。同月発行の『創元音楽講座 總論篇』に「音楽に於ける独創」を寄稿。1953年（昭和28年）8月から9月にかけ、英国外務省の招きで福原麟太郎、池島信平、吉田健一と共に、自身初の海外渡航、ロンドン、マンチェスター、スコットランドを見学したのち、パリを経て帰国。
1954年（昭和29年）に『私の詩と真実』で、読売文学賞（評論部門）を、1960年（昭和35年）に『日本のアウトサイダー』で、新潮社文学賞を受賞。1961年（昭和36年）、日本芸術院賞を受ける。1962年（昭和37年）7月「吉田松陰　明治維新の再評價」を発表。自らが提唱する「硬文學論」の実践の皮切りとなる。1963年（昭和38年）に日本芸術院会員。1968年（昭和43年）に『吉田松陰　武と儒による人間像』により野間文芸賞を受賞。1971年（昭和46年）に『有愁日記』で第3回日本文学大賞を受賞。1972年（昭和47年）10月、文化功労者、同年12月、岩国市名誉市民に推挙された。1977年（昭和52年）2月、『歴史の跫音』刊行。翌3月に『わがドストイエフスキー』刊行。同年8月、吉田健一が急逝、友人代表として密葬にてラフォルグの詩の一節を誦んで別れを告げた。
1980年（昭和55年）9月22日、肺癌のため築地の国立がんセンターで死去。78歳没。葬儀委員長は小林秀雄で、東京カテドラル教会で井上洋治神父が葬儀司宰しカトリック葬。郷里岩国市でも葬儀が行われた。

## 著書
- 自然と純粋 （芝書店、1932年、新編・創元選書、1946年、垂水書房、1966年）
- 思想の秋 （芝書店、1934年）
- 現實再建 （作品社、1936年）
- 音樂と文化 （創元選書、1938年）
  - 樂聖物語 （角川文庫、1956年）、抜粋
- 事實の世紀 評論集（創元社、1939年）
- 道徳と教養 （実業之日本社、1940年、新編・創元選書、1949年）
- 文学的人性論 （実業之日本社、1941年）
- ベートーヴェン （新潮社、1942年、新版1947年）
- 新聖書講義 （鎌倉文庫、1946年、小山書店、1950年、角川文庫、1952年 改版1970年、垂水書房、1963年）
- 戦後の虚實 （文學界社、1947年）
- 河上徹太郎評論集 （創元選書（上下）、1947-48年）
- 文學と女性 （十一組出版部、1947年）
- 作家論 （日産書房、1948年）
- 讀書論 （雄鶏社、1949年）
- 近代文學論 （創元社、1949年）
- ドン・ジョヴァンニ （細川書店、1951年、講談社学術文庫（新編）、1991年）
- 現代音樂論 （河出書房〈市民文庫〉、1951年、新版1956年）
- 文學手帖 （ダヴィッド社、1951年）
- 私の詩と眞實 （新潮社〈一時間文庫〉、1954年）
  - 私の詩と真実（新潮文庫 ※、1957年、潮文庫、1972年、福武書店〈文芸選書〉、1983年、講談社文芸文庫（新編）、2007年）
- わが旅 わが友 （人文書院、1954年）
- 音樂の裏窓 （鱒書房、1955年）
- 名作女性訓 （池田書店、1955年）
- 孤独な藝術幻想 （新潮社、1956年）
- エピキュールの丘 （大日本雄弁会講談社、1956年）
- 危機の作家たち （彌生書房、1957年）
- 現代生活の虚と實と （実業之日本社、1957年）
- 日本のアウトサイダー （中央公論社、1959年、新潮文庫 ※、1968年、中公文庫 ※、1978年 改版2004年）
- ショパン （日本書房「現代伝記全集10」、1959年、音楽之友社〈大音楽家：人と作品7〉、1962年、新版1988年）
- 異端と正統 （文藝春秋新社、1960年）
- 文学的人生論（垂水書房、1960年、新版1965年）
- 旅・猟・ゴルフ （講談社、1961年）
  - 旅酒猟 ユーモアエッセイ集（番町書房、1975年）、新編
- わがデカダンス （新潮社、1962年）
- 女性と愛について （垂水書房、1963年）
- 私の音楽随想 （垂水書房、1963年）
- 批評の自由 （垂水書房、1964年）
- アポリネールの恋文 （垂水書房、1965年）
- 文藝時評 （垂水書房、1965年）
- 文学的回想録 （朝日新聞社、1965年）
- 作家の詩ごころ 人と文学 （桜楓社、1966年）
- 日本のエリート （垂水書房、1966年、第三文明社〈レグルス文庫〉、1972年）
- 文学三昧 （新潮社、1967年）
- 吉田松陰 武と儒による人間像（文藝春秋、1968年、講談社、1972年、中公文庫、1979年、講談社文芸文庫 ※、2009年）
- 有愁日記（新潮社、1970年）
- 西欧暮色 文学手帖（河出書房新社、1971年、河出文芸選書、1977年、新版1982年）
- 自然のなかの私 作家の自画像（昭和出版、1972年）
- 吉田松陰の手紙 倒叙形式による（潮出版社、1973年）
- わが中原中也（昭和出版、1974年）
- 近代史幻想（文藝春秋、1974年）
- 都築ケ岡から（毎日新聞社〈現代日本のエッセイ〉、1975年、講談社文芸文庫（新編）、1990年）
- 愁ひ顔のさむらひたち（文藝春秋、1975年）
- 歴史の跫音（新潮社、1977年）
- わがドストイエフスキー（河出書房新社、1977年）
- わが小林秀雄（昭和出版、1978年）
- 音楽の招待状 秘められた情熱の交響詩（文化開発社、1978年）
- 厳島閑談（新潮社、1980年）
- 史伝と文芸批評（作品社、1980年）

※は電子書籍で再刊

### 選集・著作集
- 現代知性全集10 河上徹太郎集 （日本書房、1958年）
- 現代人生論全集5 河上徹太郎 （雪華社、1966年）、復刻『私の人生論5』 日本ブックエース、2010年
- わが人生観16 河上徹太郎 美と叡智 （大和書房、1970年）
- わが象徴派的人生 （文藝春秋〈人と思想〉、1972年）
- クラシック随想 （河出書房新社〈生誕100年 エッセイコレクション〉、2002年）
- 幕末維新随想：松陰周辺のアウトサイダー （河出書房新社〈生誕100年 エッセイコレクション〉、2002年）
- 河上徹太郎全集 （全8巻、勁草書房[注釈 17]、1969-1972年）、大平和登編・解題[注釈 18]
- 河上徹太郎著作集 （全7巻、新潮社、1981-1982年）、解説高橋英夫
1私の詩と真実 初期・戦後評論、2作家論 日本篇、3作家論 外国篇、4ドン・ジョバンニ・新聖書講義 ほか
5有愁日記 日本のアウトサイダー ほか、6吉田松陰 歴史の跫音 ほか、7厳島閑談・英国紀行 ほか

## 翻訳
※は電子書籍で再刊
- エチュード （ジャック・リヴィエール／佐藤正彰・富永惣一・小林秀雄共訳、芝書店、1933年）
- 悲劇の哲学 ドストエフスキーとニイチエ （レオ・シエストフ／阿部六郎共訳、芝書店、1934年）[注釈 19]。復刻版『ドストエフスキイ文献集成8』大空社、1995年

各・昭和20年代に、創元選書、創元文庫、新潮文庫で再刊、河出書房「世界大思想全集 哲学・文芸思想篇」に収録
- 虚無よりの創造 （レオ・シェストフ、芝書店、1934年、十一組出版部、1947年、角川文庫、1952年）
- 叡智 （ポオル・ヴェルレエヌ、芝書店、1935年、穂高書房、1949年、ダヴィッド社、1956年）

のち新潮文庫（新版復刊1994年）/『世界名詩集14 ヴェルレーヌ』平凡社、1969年
- 現実派作家論 フランス十九世紀リアリズムの研究 （アーサー・シモンズ、芝書店、1936年）
  - フランス近代作家論（創元選書、1947年）
- 鎖を離れたプロメテ （アンドレ・ジイド、岩波文庫、1936年）、「全集8」新潮社 1950年、新潮文庫 1951年
- 世界文豪読本全集 ジイド篇（第一書房、1937年）
- 藝術論 （アンドレ・ジイド、第一書房、1939年、齋藤書店、1947年）、「文學評論 全集13」新潮社 1951年、新潮文庫 1952年
- 西洋音楽史 （パウル・ベツカー、創元社、1941年）

のち創元文庫、角川文庫、新潮文庫（新版復刊1993年）/ 新潮社、1972年、河出文庫 ※、2011年
- 赤裸の心 （ボードレール、角川書店、1948年、角川文庫、1951年）
- アラビアン・ナイト 艶笑傑作選 （マルドリュス、新潮文庫、1951年 改版1970年 ※）
- ショパン （アルフレッド・コルトオ、新潮社、1951年、新版1972年）、新潮文庫（1952年・新版復刊1994年）
- 作家論（アンドレ・ジイド／渡辺一夫・中島健蔵ほか共訳、「全集14」新潮社、1951年）
「ワイルド・ショパン」新潮文庫 1954年。ショパンを担当
- 愛と信仰について 往復書簡 （ポール・クローデル＋ジイド、ダヴィッド社〈ダヴィッド選書〉、1954年）、後者は吉田健一訳
- アメリカ その日その日 （ボーヴォワール、新潮社、1956年）